# Tống Phước Hiệp
Tống Phước Hiệp (宋福洽, ? - 1776) hay Tống Phúc Hiệp là danh tướng thời chúa Nguyễn Phúc Thuần trong lịch sử Việt Nam.

## Thân thế và sự nghiệp
Tống Phước Hiệp là người ở huyện Tống Sơn (nay là Hà Trung), phủ Hà Trung, tỉnh Thanh Hóa. Thủy (hay thỉ) tổ là Tống Phước Trị (từng làm Trấn thủ Thuận Hóa, tước Luân Quận công). Nội ông là Tống Phước Đạo (từng làm Nội tả Chưởng dinh, tước Quảng Tài hầu); và cha ông là Tống Phước An (chưa rõ thân thế).
Không rõ Tống Phước Hiệp gia nhập quân đội của chúa Nguyễn khi nào, chỉ biết vào đời chúa Võ vương Nguyễn Phúc Khoát (1714-1765), ông được cử làm Lưu thủ Long Hồ dinh (Vĩnh Long), và đã được tiếng là người "tận tụy với chức vụ, mưu lợi cho dân chúng, việc trị an được tốt đẹp… khiến người người đều thương mến".

### Đánh đuổi quân Xiêm La
Bấy giờ nước Xiêm La không có vua, chức Phi nhã (Phya) đất Mang Tát là Trịnh Quốc Anh (Taksin) bèn khởi binh tự lập làm vua...Trịnh Quốc Anh biết con vua cũ là Chiêu Thúy còn ở Hà Tiên, sợ ngày sau sinh ra biến loạn, bèn đến tháng 10 năm Tân Mão (1771) đem binh thuyền sang vây đánh Hà Tiên. Quan Tổng binh là Mạc Thiên Tứ giữ không nổi phải bỏ thành chạy. Tháng 6 năm sau (1772) chúa Nguyễn (Nguyễn Phúc Thuần) sai Thống suất là Nguyễn Cửu Đàm lĩnh chức Điều khiển đem binh thuyền đi đánh quân Xiêm La...
Khi ấy, theo sách Gia Định thành thông chí của Trịnh Hoài Đức, thì: 
Lưu thủ Long Hồ dinh là Cai cơ Kính Thận hầu Tống Phước Hiệp đem binh đánh tiếp ứng...vào Châu Đốc, đánh lui quân giặc, binh Tiêm (Xiêm La) bị quân ta theo kịp chém được hơn 300 thủ cấp. Chiêu Khao Liên (tướng Xiêm) bỏ thuyền lên bờ chạy về Hà Tiên. Dinh binh thâu 5 chiếc thuyền rồi để binh phòng thủ đạo Châu Đốc, còn đại binh trở về Tân Châu...

### Chống quân Tây Sơn
Năm Giáp Ngọ (1774), quân Tây Sơn đánh chiếm Bình Thuận. Tống Phước Hiệp nhận lệnh của tướng Nguyễn Cửu Đàm, họp với Cai bộ Nguyễn Khoa Thuyên lãnh tướng sĩ năm dinh và viết hịch truyền đi khắp nơi chiêu binh chống Tây Sơn. Ngay sau đó, ông được chúa Nguyễn phong làm Tiết chế, tước Kinh Quận công...
Sách Việt Nam sử lược kể:
Lúc bấy giờ ở phía Nam có quan Lưu thủ đất Long Hồ là Tống Phúc Hợp đem quân đánh lấy lại được ba phủ là Bình Thuận, Diên Khánh và Bình Khánh, rồi lại tiến binh ra đánh đất Phú Yên; ở phía Bắc thì có quân họ Trịnh đóng ở Quảng Nam, Nguyễn Nhạc liệu thế chống không nổi, bèn sai Phan Văn Tuế đem thư và vàng lụa ra nói với Hoàng Ngũ Phúc xin nộp đất Quảng Nghĩa, Quy Nhơn, Phú Yên và xin làm tiền khu đi đánh họ Nguyễn.
Hoàng Ngũ Phúc cũng muốn dùng Nguyễn Nhạc để đánh đất Gia Định, bèn làm biểu xin chúa Trịnh cho Nguyễn Nhạc làm tiên phong tướng quân, Tây Sơn Hiệu trưởng, sai Nguyễn Hữu Chỉnh đem cờ và ấn kiếm vào cho Nguyễn Nhạc.
Nguyễn Nhạc không lo mặt Bắc nữa, bèn lập mưu để đánh lấy đất Nam, đem con gái mình là Thọ Hương dâng cho Đông Cung (Nguyễn Phúc Dương) và khoản đãi một cách rất tôn kính, rồi sai người giả đến nói với Tống Phúc Hợp xin về hàng để lo sự khôi phục lại đất Phú Xuân. Tống Phúc Hợp cho sứ đến xem hư thực, Nguyễn Nhạc đưa Đông Cung ra tiếp, rồi viết thư cho sứ đưa về nói lấy nghĩa phù lập Đông Cung, điện an xã tắc, Tống Phúc Hợp tin là thực tình, không phòng bị gì nữa.
Nguyễn Nhạc biết rõ tình hình, sai em là Nguyễn Huệ đem quân đến đánh Tống Phúc Hợp. Quân họ Nguyễn thua to bỏ chạy về giữ Vân Phong...

### Mất

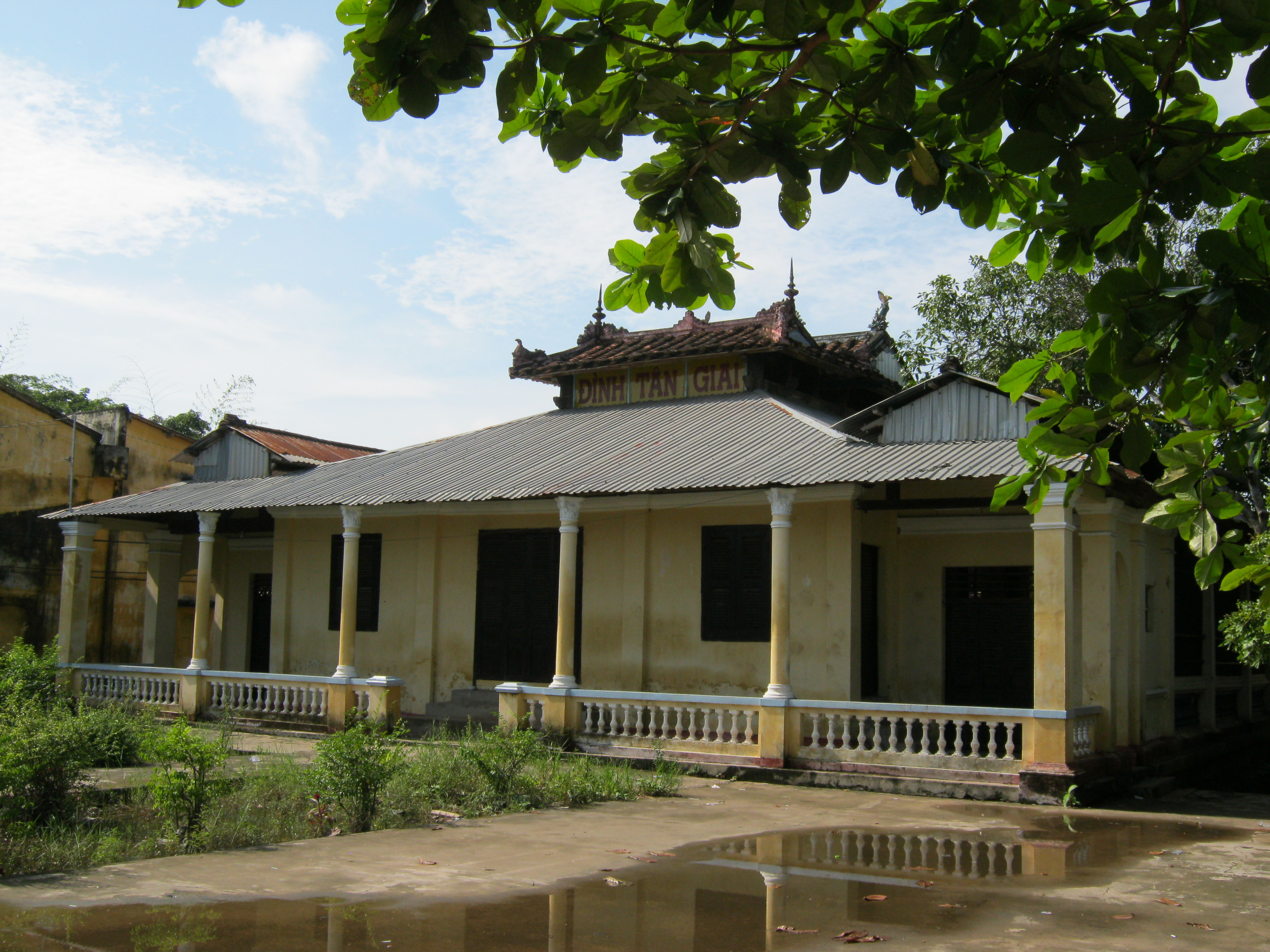
Đình Tân Giai. Tống Phước Hiệp hiện đang được thờ tại đây

Đầu năm Bính Thân (1776), Nguyễn Nhạc sai Nguyễn Lữ mang quân theo đường thủy vào đánh Gia Định, Tống Phước Hiệp chống cự được hơn một tháng thì lâm bệnh mất vào tháng 6 (âm lịch) trong năm đó. Thương tiếc, Định vương Nguyễn Phúc Thuần truy tặng ông tước Hữu phủ Quốc công, cho lập miếu thờ tại dinh Long Hồ, xã Long Châu (nay thuộc thành phố Vĩnh Long, tỉnh Vĩnh Long).
Năm Gia Long thứ 9 (1810), nhà vua cho thờ ông nơi miếu Trung tiết công thần.
Ngày 24 tháng 9 năm Minh Mạng thứ ba (1822), lại truy phong ông làm Trung đẳng thần, và cho thờ tại Miếu Hội đồng ở Gia Định.

## Thông tin thêm

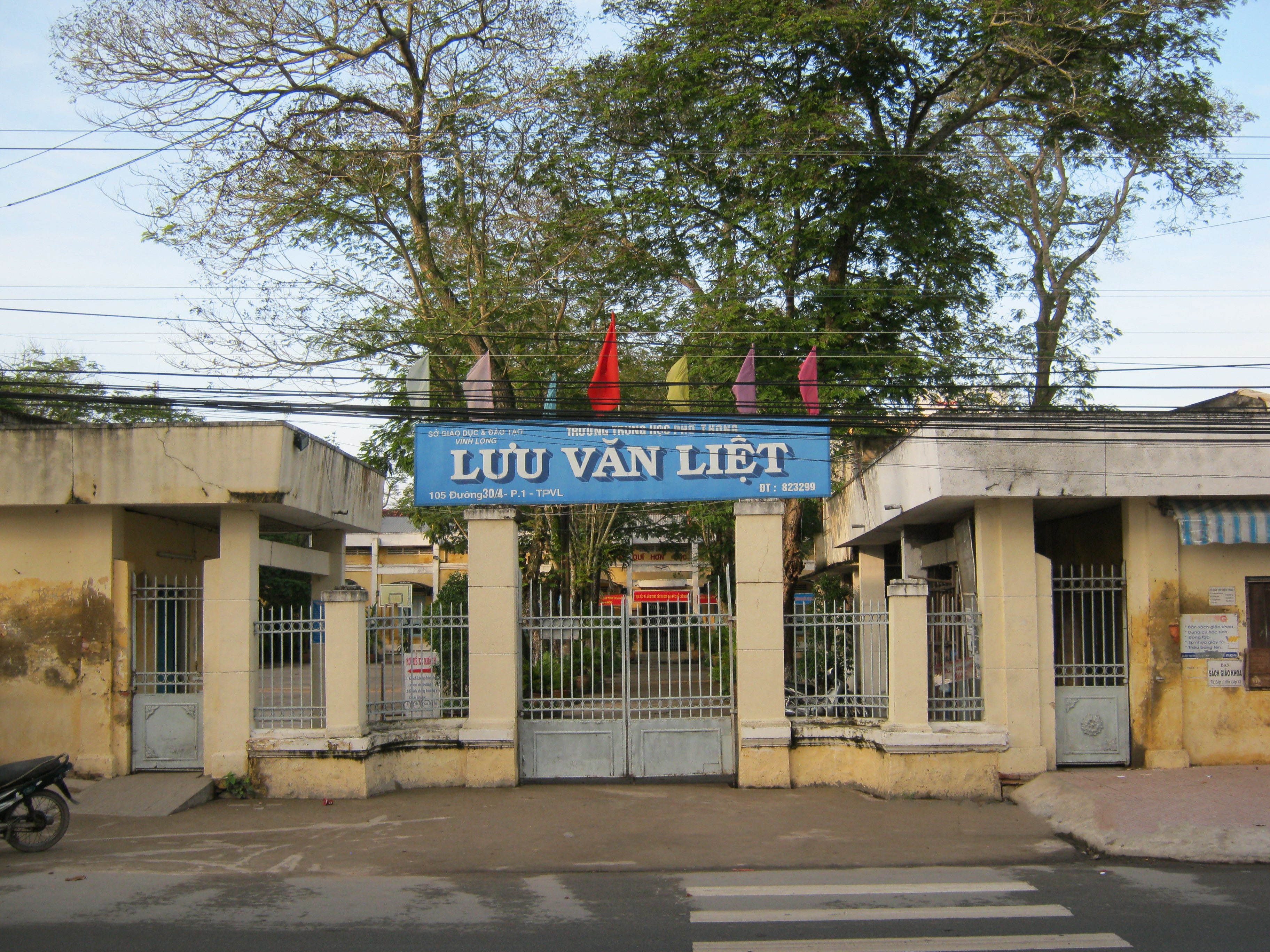
Trường Trung học phổ thông Lưu Văn Liệt, xưa là Trường Trung học Tống Phước Hiệp.

- Trước năm 1975, tên Tống Phước Hiệp được đặt cho trường trung học lớn nhất tỉnh Vĩnh Long, nhưng sau đó trường đã bị đổi tên (nay là Trường Trung học phổ thông Lưu Văn Liệt tại phường 1), và con đường mang tên ông cũng bị xóa. Tháng 10 năm 1982, ngôi miếu Quốc công Tống Phước Hiệp ở tại dinh Long Hồ vừa kể trên cũng bị đập phá tan tành, vì "tội ông từng cầm quân đánh phá Tây Sơn" theo quan điểm của một số cán bộ lúc ấy.... Sau khi công và tội của ông đã rõ, năm 2009, chính quyền địa phương đã long trọng tổ chức lễ vía Quốc công Tống Phước Hiệp, và cũng thống nhất cho phép được tổ chức lễ vía hằng năm. Hiện nay, Hữu phủ Quốc Công Tống Phước được phối thờ trong đình Tân Giai (Vĩnh Long), và lễ vía của ông được tổ chức vào ngày 2 và 3 tháng 6 (âm lịch) hàng năm. Riêng sắc phong thần của ông, thì được cất giữ trong đền Hùng Vương trong khuôn viên Bảo tàng Vĩnh Long.[8]
- Em (hoặc anh) Tống Phước Hiệp là Tống Phước Hòa cũng là một danh tướng theo phò chúa Nguyễn Phúc Dương. Năm 1777, trong một trận đánh nhau với quân Tây Sơn ở Ba Vát,[9] gặp lúc tình thế nguy nan, ông đã trở gươm tự sát, được vua Gia Long truy tặng tước Chưởng dinh Quận công.

## Sách tham khảo
- Trần Trọng Kim, Việt Nam sử lược (Quyển 2), Trung tâm học liệu, Sài Gòn, 1971.
- Huỳnh Minh, Vĩnh Long xưa, Nhà xuất bản Thanh Niên in lại, 2002.
- Nguyễn Q. Thắng, Từ điển nhân vật lịch sử Việt Nam. Nhà xuất bản Khoa học xã hội, 1992.